# Spaghettieis
Spaghettieis (phát âm tiếng Đức: [ʃpaˈɡɛtiˌaɪs]), hoặc kem spaghetti, là món kem của Đức được làm giống một đĩa mì Ý. Trong món này, kem vani được ép đùn qua máy ép Spätzle hoặc máy nghiền khoai tây đã được cải tiến, tạo thành hình dạng mì Ý. Rồi mới cho thêm kem tươi và phủ nước sốt dâu tây lên trên món kem này (để mô phỏng nước sốt cà chua) và dừa bào, hạnh nhân đã xát nhỏ hoặc vụn sô-cô-la trắng nhằm đại diện cho pho mát parmesan. Bên cạnh các món ăn thông thường với nước sốt dâu tây, người ta cũng có thể tìm thấy các biến thể như kem với sô-cô-la đen và các loại hạt nhằm mô phỏng món Spaghetti Carbonara thay vì Spaghetti Bolognese.

## Lịch sử
Spaghettieis do Dario Fontanella tạo ra vào cuối thập niên 1960 ở Mannheim, Đức. Fontanella nhớ lại việc chế biến món ăn đầy sáng tạo của mình cho những đứa trẻ đã rơi nước mắt vì chúng muốn ăn kem chứ không phải một đĩa mì Ý. Nhờ sáng chế này mà ông được thành phố Mannheim trao tặng huy chương "Bloomaulorden" vào năm 2014.
Suốt nhiều năm liền, Spaghettieis không được nhiều người biết đến bên ngoài nước Đức, và chỉ có thể được tìm thấy ở một số tiệm chuyên bán kem và gelateria, các sự kiện đặc biệt cũng như tại những khách sạn và nhà hàng trên khắp thế giới. Gần đây, Spaghettieis đã bắt đầu xuất hiện như một món ăn mới lạ ở nhiều nhà hàng hơn và gây chú ý trên mạng xã hội.